# 松竹の映画作品の一覧
松竹の映画作品の一覧（しょうちくのえいがさくひんのいちらん）は、松竹が製作、または、配給した映画の一覧である。

## 1930年代
- マダムと女房（国産初のトーキー映画）
- 伊豆の踊子
- 祇園の姉妹
- 愛染かつら
- 残菊物語

## 1940年代
- くもとちゅうりっぷ
- 桃太郎 海の神兵
- そよかぜ（並木路子が歌う主題歌「リンゴの唄」は大ヒットし、終戦直後の日本を象徴する歌になる）
- 安城家の舞踏会
- 晩春

## 1950年代
- カルメン故郷に帰る（日本映画初のカラー長編劇映画）
- 東京物語（1953年）
- 君の名は（第一部 - 第三部）
- 夏子の冒険
- 二十四の瞳
- 女の園
- 絵島生島
- 修禅寺物語
- 忘れえぬ慕情
- 喜びも悲しみも幾歳月
- 大忠臣蔵
- 挽歌
- 彼岸花
- 三羽烏三代記
- 人間の條件（第一部 - 第六部）

## 1960年代
- 笛吹川
- 青春残酷物語（松竹ヌーベルバーグの先駆けとなる）
- 秋日和
- 波の塔
- 銀嶺の王者
- 永遠の人
- 山河あり
- もず
- ゼロの焦点
- スパイ・ゾルゲ / 真珠湾前夜
- 秋刀魚の味
- 切腹
- 秋津温泉
- 二人で歩いた幾春秋
- からみ合い
- 充たされた生活
- 乾いた花
- あの橋の畔で（4部作）
- 古都
- ローマに咲いた恋
- 死闘の伝説
- 香華
- 白日夢
- 霧の旗
- 暖流
- おはなはん
- 紀ノ川
- 暖春
- 智恵子抄
- 惜春
- 眠れる美女
- わが恋わが歌
- 栄光への5000キロ
- ハナ肇主演の「馬鹿」シリーズ
- 吸血鬼ゴケミドロ
- 吸血髑髏船
- 昆虫大戦争
- 男はつらいよシリーズ（ - 2019年まで）
- 宇宙大怪獣ギララ
- 小さなスナック
- 霧にむせぶ夜
- 釧路の夜
- 夕月

## 1970年代
- 風の慕情
- ザ・ドリフターズの「全員集合!!」シリーズ
- コント55号主演作シリーズ
- 愛と死
- 辻が花
- 約束
- 藍より青く
- 塩狩峠
- 恋は放課後
- ひとつぶの涙
- 砂の器などの松本清張シリーズ（霧プロダクション提携、 - 1984年まで）
- 愛と誠
- 闇の守人
- 流れの譜 第一部・第二部
- あした輝く
- 八つ墓村
- 皇帝のいない八月
- 幸福の黄色いハンカチ
- 事件
- 坊っちゃん
- 恋人岬
- 雨のめぐり逢い
- 渚の白い家
- 復讐するは我にあり

## 1980年代
- 機動戦士ガンダム（松竹初の長編アニメ映画作品）
- 超人ロック
- 伝説巨神イデオン 接触編、発動編
- ドキュメント 太陽の牙ダグラム
- サブングルグラフィティ
- 転校生（ATG製作）
- 蒲田行進曲
- キネマの天地
- ハチ公物語
- 機動戦士ガンダム 逆襲のシャア
- 釣りバカ日誌シリーズ（ - 2009年まで）
- その男、凶暴につき
- パッセンジャー 過ぎ去りし日々
- バトルヒーター

## 1990年代
- リメインズ 美しき勇者たち
- サイレントメビウスシリーズ（配給のみ担当）
- いつかギラギラする日
- 機動戦士ガンダムF91
- それいけ!アンパンマン つみき城のひみつ（松竹富士と共同製作・配給）
- 花の魔法使いマリーベル フェニックスのかぎ
- ソナチネ
- REX 恐竜物語
- 時の輝き
- RAMPO
- 餓狼伝説 -THE MOTION PICTURE-
- 恐竜大行進（アメリカ映画・配給のみ担当（UIP配給協力））
- トムとジェリーの大冒険（アメリカ映画・松竹富士と共同配給）
- 学校シリーズ（ - 2000年まで）
- シュート!
- SADA〜戯作・阿部定の生涯
- GHOST IN THE SHELL / 攻殻機動隊（配給のみ担当）
- トイレの花子さん
- 忍たま乱太郎
- 虹をつかむ男シリーズ
- ブラック・ジャック 劇場版
- うなぎ
- A DOG OF FLANDERS
- ジャングル大帝
- お墓がない!
- 新宿少年探偵団
- ラブ・レター
- 日本沈没1999 ※製作発表されるも中止
- MARCO
- ホーホケキョ となりの山田くん（配給のみ担当）
- 劇場版カードキャプターさくら （配給のみ担当）
- 御法度

## 2000年 - 2004年
- すずらん〜少女萌の物語〜
- 劇場版カードキャプターさくら 封印されたカード
- しあわせ家族計画
- 劇場版 幻想魔伝 最遊記 Requiem 選ばれざる者への鎮魂歌
- たそがれ清兵衛
- 隠し剣 鬼の爪
- 座頭市 (2003年の映画)
- クイール
- 恋愛寫眞
- 血と骨
- CASSHERN
- ドラッグストア・ガール
- 天国の本屋〜恋火

## 2005年 - 2009年
太字は、興行収入10億円以上の作品。

### 2005年
- 機動戦士Ζガンダム A New Translation
- 劇場版 鋼の錬金術師 シャンバラを征く者
- SHINOBI -HEART UNDER BLADE-
- 天使
- 亡国のイージス（角川ヘラルド・ピクチャーズと共同配給）
- 妖怪大戦争（配給のみ担当）
- アレキサンダー(角川ヘラルド・ピクチャーズと共同配給)
- アビエイター（角川ヘラルド・ピクチャーズと共同配給）
- ミリオンダラー・ベイビー（ムービーアイと共同配給）
- レーシング・ストライプス（ギャガと共同配給）
- マイ・ボディガード（角川ヘラルド・ピクチャーズと共同配給）（R-15）

### 2006年
- 子ぎつねヘレン
- タイヨウのうた
- 小さき勇者たち〜ガメラ〜（配給のみ担当）
- 椿山課長の七日間
- 出口のない海
- 武士の一分
- 花田少年史
- 地下鉄に乗って（ギャガと共同配給）
- 陽気なギャングが地球を回す
- SAYURI

### 2007年
- 天国は待ってくれる（ギャガと共同配給）
- アルゼンチンババア
- 甲虫王者ムシキング スーパーバトルムービー 闇の改造甲虫
- オシャレ魔女 ラブ and ベリー しあわせのまほう
- 蒼き狼 〜地果て海尽きるまで〜
- 新SOS大東京探検隊
- 二十四の瞳 デジタルリマスター
- 東京タワー オカンとボクと、時々、オトン（日本テレビ製作）
- ゲゲゲの鬼太郎 (実写映画)
- ドルフィンブルー フジ、もういちど宙へ
- ピアノの森
- 大日本人
- ベクシル 2077日本鎖国
- 伝染歌
- 怪談 (2007年の映画)
- 河童のクゥと夏休み
- 夜の上海
- ストレンヂア 無皇刃譚
- 釣りバカ日誌18 ハマちゃんスーさん瀬戸の約束
- 未来予想図 〜ア・イ・シ・テ・ルのサイン〜
- 自虐の詩
- 象の背中
- やじきた道中 てれすこ
- カフカ 田舎医者
- ミッドナイト・イーグル（ユニバーサル・ピクチャーズ・ジャパン・テレビ朝日と共同製作）

### 2008年
- 野田版 研辰の討たれ
- 母べえ
- ギララの逆襲/洞爺湖サミット危機一発
- ライラの冒険 黄金の羅針盤（ギャガと共同配給）
- 犬と私の10の約束
- 築地魚河岸三代目
- ゲゲゲの鬼太郎 千年呪い歌
- おくりびと
- 櫻の園-さくらのその-
- 特命係長 只野仁 最後の劇場版
- トミカヒーロー レスキューフォース 爆裂MOVIE マッハトレインをレスキューせよ!
- フレフレ少女

### 2009年
- ヤッターマン（実写版）（日活と共同配給）
- 劇場版 ヤッターマン 新ヤッターメカ大集合! オモチャの国で大決戦だコロン!
- カムイ外伝
- HACHI 約束の犬（逆輸入作品）
- GOEMON（ワーナー・ブラザース映画と共同配給）
- 赤い糸
- 鴨川ホルモー
- 60歳のラブレター
- しんぼる
- 引き出しの中のラブレター
- 風が強く吹いている
- マイマイ新子と千年の魔法
- 釣りバカ日誌20 ファイナル
- スノープリンス 禁じられた恋のメロディ

## 2010年 - 2014年
太字は、興行収入10億円以上の作品。

### 2010年
- おとうと
- 抱擁のかけら
- 劇場版 機動戦士ガンダム00 -A wakening of the Trailblazer-
- シュアリー・サムデイ
- RAILWAYS 49歳で電車の運転士になった男の物語
- 武士の家計簿（アスミック・エースと共同配給）
- 大奥 男女逆転（同上）
- 京都太秦物語
- エクスペンダブルズ（アメリカ映画）（R15+）
- 昆虫物語 みつばちハッチ〜勇気のメロディ〜
- きな子〜見習い警察犬の物語〜
- BECK
- ゴースト もういちど抱きしめたい（パラマウント映画と共同配給）
- 矢島美容室 THE MOVIE 〜夢をつかまネバダ〜
- NINE（アメリカ映画・角川映画と共同配給）
- ザ・ウォーカー（同上）（PG12）
- イエロー・ハンカチーフ
- ウルトラマンゼロ THE MOVIE 超決戦!ベリアル銀河帝国

### 2011年
- わが心の歌舞伎座
- 毎日かあさん
- ランウェイ☆ビート
- 八日目の蝉
- 劇場版 戦国BASARA -The Last Party-
- さや侍
- スカイライン -征服-（PG12）
- 鋼の錬金術師 嘆きの丘の聖なる星（アニプレックスとの共同配給）
- こちら葛飾区亀有公園前派出所 THE MOVIE 〜勝どき橋を封鎖せよ!〜
- 劇場版 テニスの王子様 英国式庭球城決戦!
- スパイキッズ4D:ワールドタイム・ミッション（アスミック・エースとの共同配給）
- セカンドバージン
- 一命
- アントキノイノチ
- 映画けいおん!（配給のみ担当）

### 2012年
- カルテット!
- おかえり、はやぶさ
- ウルトラマンサーガ
- スーパー・チューズデー 〜正義を売った日〜
- わが母の記
- 劇場版 BLOOD-C The Last Dark
- LOVE まさお君が行く!
- 魔法少女リリカルなのは The MOVIE 2nd A's（企画・製作参加のみ。配給はアニプレックス）
- 劇場版 FAIRY TAIL 鳳凰の巫女
- 映画 ひみつのアッコちゃん
- 劇場版 TIGER & BUNNY -The Beginning-（ティ・ジョイと共同配給）
- 天地明察（角川映画との共同配給）
- 劇場版 ミューズの鏡 〜マイプリティドール〜
- ねらわれた学園
- エクスペンダブルズ2（ポニーキャニオンと共同配給）（PG12／Blu-ray・DVD発売時：R15+）
- 黄金を抱いて翔べ
- ロックアウト
- 大奥〜永遠〜［右衛門佐・綱吉篇］

### 2013年
- 東京家族
- 渾身 KON-SHIN
- ゴーストライダー2（ポニーキャニオンと共同配給）
- スタードライバー THE MOVIE（アニプレックスと共同配給）
- ラストスタンド（ポニーキャニオンと共同配給）（R15+）
- ひまわりと子犬の7日間
- 関西ジャニーズJr.の京都太秦行進曲!
- 舟を編む（アスミック・エースと共同配給）
- クロユリ団地
- バレット（R15+）
- はじまりのみち
- ハル
- 俺はまだ本気出してないだけ
- SHORT PEACE
- 終戦のエンペラー
- ウルトラマンギンガ 劇場スペシャル
- 小鳥遊六花・改 〜劇場版 中二病でも恋がしたい!〜（配給のみ担当）
- 埼玉家族
- 人類資金
- モンティ・パイソン ある嘘つきの物語〜グレアム・チャップマン自伝〜
- くじけないで
- あさひるばん
- 武士の献立

### 2014年

#### 実写映画
- ウルトラマンギンガ 劇場スペシャル ウルトラ怪獣☆ヒーロー大乱戦!
- 紙の月
- 柘榴坂の仇討
- ジャッジ!
- 昭和歌謡危機一髪!
- スイートプールサイド
- 好きっていいなよ。
- 瀬戸内海賊物語
- 劇場版稲川怪談 かたりべ
- 白ゆき姫殺人事件
- 小さいおうち
- 超高速!参勤交代
- 日々ロック
- ホットロード
- リトル・フォレスト 夏／秋
- THE NEXT GENERATION -パトレイバー-

#### アニメーション映画
- 宇宙戦艦ヤマト2199 星巡る方舟
- 劇場版『カードファイト!! ヴァンガード』 ネオンメサイア（アニメ）/3つのゲーム（実写）
- 劇場版 プリティーリズム・オールスターセレクション プリズムショー☆ベストテン（タツノコプロ製作・テレビ東京製作協力）
- 新劇場版 頭文字D Legend 1-覚醒-
- たまこラブストーリー（配給のみ担当）

#### 共同配給
- エクスペンダブルズ3 ワールドミッション（ポニーキャニオンと共同配給）
- 劇場版 TIGER & BUNNY -The Rising-（ティ・ジョイと共同配給）
- トランセンデンス（ポニーキャニオンと共同配給）
- プリズナーズ（ポニーキャニオンと共同配給）（PG12）

#### その他
- 忍ジャニ参上! 未来への戦い

## 2015年 - 2019年
太字は、興行収入10億円以上の作品。

### 2015年

#### 実写映画
- 愛を積むひと
- 駆込み女と駆出し男
- 劇場版 ウルトラマンギンガS 決戦!ウルトラ10勇士!!
- 劇場霊
- ソロモンの偽証 前篇・事件／後篇・裁判
- 天空の蜂
- 母と暮せば
- THE NEXT GENERATION -パトレイバー- 首都決戦
- 愛を語れば変態ですか（松竹メディア事業部配給）
- 合葬（松竹メディア事業部配給）
- 天の茶助（松竹メディア事業部配給）
- トイレのピエタ（松竹メディア事業部配給）
- リトル・フォレスト冬春（松竹メディア事業部配給）

#### アニメーション映画
- 機動戦士ガンダム THE ORIGIN I 青い瞳のキャスバル／II 哀しみのアルテイシア
- 劇場版 境界の彼方 -I'LL BE HERE- 過去編／未来編
- 新劇場版 頭文字D Legend2 -闘走-
- たまゆら〜卒業写真〜 第1部 芽 -きざし-／第2部 響 -ひびき-／第3部 憧 -あこがれ-
- ラブライブ!The School Idol Movie
- ARIA The AVVENIRE
- 映画 ハイ☆スピード! -Free! Starting Days-（配給のみ担当）

#### 海外映画
- 悪魔のいけにえ 公開40周年記念版（松竹メディア事業部配給）
- シェアハウス・ウィズ・ヴァンパイア（松竹メディア事業部配給）
- 唐山大地震（松竹メディア事業部配給）

#### 共同配給
- グラスホッパー（KADOKAWAと共同配給）
- 日本のいちばん長い日（2015年）（アスミック・エースと共同配給）
- マエストロ!（アスミック・エースと共同配給）
- リアル鬼ごっこ（アスミック・エースと共同配給）（R15+）

### 2016年

#### 実写映画
- あやしい彼女
- 嫌な女
- 家族はつらいよ
- クリーピー 偽りの隣人
- 残穢【ざんえ】-住んではいけない部屋-
- 植物図鑑 運命の恋、ひろいました
- 超高速!参勤交代 リターンズ
- 殿、利息でござる!
- の・ようなもの　のようなもの
- ホーンテッド・キャンパス
- HiGH&LOW
  - ROAD TO HiGH&LOW
  - THE MOVIE
  - THE RED RAIN
- RANMARU 神の舌を持つ男
- 秘密 THE TOP SECRET（PG12）
- いきなり先生になったボクが彼女に恋をした（松竹メディア事業部配給）
- 劇場版 ウルトラマンX きたぞ!われらのウルトラマン（松竹メディア事業部配給）
- 築地ワンダーランド（松竹メディア事業部配給）
- ドクムシ（松竹メディア事業部配給）
- NINJA THE MONSTER（松竹メディア事業部配給）
- 彼岸島 デラックス（松竹メディア事業部配給）（PG12）

#### アニメーション映画
- 映画 聲の形
- 機動戦士ガンダム サンダーボルト DECEMBER SKY
- 機動戦士ガンダム THE ORIGIN
  - 暁の蜂起
  - 運命の前夜
- 黒子のバスケ ウインターカップ総集編
  - 影と光
  - 涙の先へ
  - 扉の向こう
- 劇場版 響け!ユーフォニアム〜北宇治高校吹奏楽部へようこそ〜
- 新劇場版 頭文字D Legend3-夢現-
- たまゆら〜卒業写真〜 第4部 朝 -あした-（松竹メディア事業部配給）
- 甲鉄城のカバネリ 総集編 前編 集う光（松竹メディア事業部配給）（PG12）

#### その他
- シネマ歌舞伎
  - 棒しばり/喜撰
  - スーパー歌舞伎ＩＩ　ワンピース
- METライブビューイング2015-16
  - ベルク《ルル》
  - ビゼー《真珠採り》
  - プッチーニ《トゥーランドット》
  - プッチーニ《マノン・レスコー》
  - プッチーニ《蝶々夫人》
  - ドニゼッティ《ロベルト・デヴェリュー》
  - R・シュトラウス《エレクトラ》
- METライブビューイング2016-17
  - ワーグナー《トリスタンとイゾルデ》
  - モーツァルト《ドン・ジョヴァンニ》
- 関西ジャニーズJr.の目指せ・ドリームステージ！

#### 共同配給
- 真田十勇士（日活と共同配給）
- 変態だ（松竹ブロードキャスティングとアーク・フィルムズの共同配給）（R18+）

### 2017年

#### 実写映画
- 兄に愛されすぎて困ってます
- 一週間フレンズ。
- 家族はつらいよ2
- こどもつかい
- 破門 ふたりのヤクビョーガミ
- ピーチガール
- 覆面系ノイズ
- 8年越しの花嫁 奇跡の実話
- HiGH&LOW
  - THE MOVIE 2 END OF SKY
  - THE MOVIE 3 FINAL MISSION
- ReLIFE
- PとJK
- LAST COP THE MOVIE
- 東京喰種 トーキョーグール（PG12）
- 劇場版 ウルトラマンオーブ 絆の力、おかりします!（松竹メディア事業部配給）
- ざ・鬼太鼓座 デジタルリマスター（松竹メディア事業部配給）
- 残酷ドラゴン 血斗竜門の宿　デジタル修復版（松竹メディア事業部配給）
- 侠女 デジタル修復版（松竹メディア事業部配給）

#### アニメーション映画
- 機動戦士ガンダム サンダーボルト BANDIT FLOWER
- 機動戦士ガンダム THE ORIGIN 激突 ルウム会戦
- 機動戦士ガンダム Twilight AXIS 赤き残影
- 魔法少女リリカルなのは Reflection
- 劇場版 黒子のバスケ LAST GAME
- 劇場版 響け！ユーフォニアム
  - 北宇治高校吹奏楽部へようこそ
  - 届けたいメロディ
- 劇場版 Free!
  - ‐Timeless Medley‐約束
  - ‐Timeless Medley‐絆
  - 特別版 -Take Your Marks-
- 宇宙戦艦ヤマト2202 愛の戦士たち（松竹メディア事業部配給）
  - 第一章 嚆矢篇
  - 第二章 発進篇
  - 第三章 純愛篇
- 曇天に笑う＜外伝＞〜決別、犲の誓い〜（松竹メディア事業部配給）
- 魔法使いの嫁 星待つひと（松竹メディア事業部配給）
  - 中篇
  - 後篇
- 甲鉄城のカバネリ 総集編 後編 燃える命（松竹メディア事業部配給）（PG12）

#### 海外作品
- おとなの恋の測り方
- マギーズ・プラン 幸せのあとしまつ
- はじまりへの旅（PG12）
- アイム・ノット・シリアルキラー（松竹メディア事業部配給）（PG12）
- ブラッド・スローン（松竹メディア事業部配給）（PG12）
- ジェーン・ドウの解剖（松竹メディア事業部配給）（R15+）
- ロキシー（松竹メディア事業部配給）（R15+）

#### その他
- シネマ歌舞伎　
  - 阿古屋
  - 東海道中膝栗毛＜やじきた＞
  - NEWシネマ歌舞伎『四谷怪談』
  - め組の喧嘩
- METライブビューイング2016-17
  - カイヤ・サーリアホ《遥かなる愛》
  - ヴェルディ《ナブッコ》
  - グノー《ロメオとジュリエット》
  - ドヴォルザーク《ルサルカ》
  - ヴェルディ《椿姫》
  - モーツァルト《イドメネオ》
  - チャイコフスキー《エフゲニー・オネーギン》
  - R・シュトラウス《ばらの騎士》
- METライブビューイング2017-18
  - ベッリーニ《ノルマ》
  - モーツァルト《魔笛》
- 松竹ブロードウェイシネマ「ホリデイ・イン」
- 関西ジャニーズJr.のお笑いスター誕生!
- 『女優・倍賞千恵子』特集上映

#### 共同配給
- おじいちゃん、死んじゃったって。（松竹メディア事業部とマグネタイズの共同配給）（PG12）
- 心に吹く風（松竹ブロードキャスティングとアーク・フィルムズの共同配給）
- 散歩する侵略者（日活と共同配給）
- 東京ウィンドオーケストラ（松竹ブロードキャスティングとアーク・フィルムズの共同配給）
- ナミヤ雑貨店の奇蹟（KADOKAWAと共同配給）
- ロダン カミーユと永遠のアトリエ（コムストック・グループと共同配給）

### 2018年

#### 実写映画
- 青夏 きみに恋した30日
- かぞくいろ RAILWAYS わたしたちの出発
- こんな夜更けにバナナかよ 愛しき実話
- 曇天に笑う
- 空飛ぶタイヤ
- 旅猫リポート
- 妻よ薔薇のように　家族はつらいよIII
- 虹色デイズ
- 人魚の眠る家
- DTC -湯けむり純情篇- from HiGH&LOW
- 劇場版 ウルトラマンジード　つなぐぜ! 願い!!（松竹メディア事業部配給）

#### アニメーション映画
- 映画 中二病でも恋がしたい! -Take On Me-
- 機動戦士ガンダムNT
- 機動戦士ガンダム THE ORIGIN 誕生 赤い彗星
- 劇場版 Infini-T Force/ガッチャマン さらば友よ
- リズと青い鳥
- 魔法少女リリカルなのは Detonation（PG12）
- 宇宙戦艦ヤマト2202 愛の戦士たち（松竹メディア事業部配給）
  - 第四章 天命篇
  - 第五章 煉獄篇
  - 第六章 回生篇
- 曇天に笑う<外伝>（松竹メディア事業部配給）
  - 宿命、双頭の風魔
  - 桜華、天望の架橋
- テニスの王子様 BEST GAMES!! 手塚 vs 跡部（松竹メディア事業部配給）

#### 海外映画
- しあわせの絵の具　愛を描く人 モード・ルイス
- ラスト・ホールド!
- ルイの9番目の人生
- マイ・プレシャス・リスト（PG12）
- マイナス21℃（松竹メディア事業部配給）
- リディバイダー（松竹メディア事業部配給）
- ブッシュウィック-武装都市-（松竹メディア事業部配給）（PG12）
- レザーフェイス-悪魔のいけにえ（松竹メディア事業部配給）（R18+）

#### その他
- シネマ歌舞伎
  - 京鹿子娘五人道成寺/二人椀久
  - 東海道中膝栗毛 歌舞伎座捕物帖
- METライブビューイング2017-18
  - トーマス・アデス《皆殺しの天使》
  - プッチーニ《トスカ》
  - ドニゼッティ《愛の妙薬》
  - プッチーニ《ラ・ボエーム》
  - ロッシーニ《セミラーミデ》
  - モーツァルト《コジ・ファン・トゥッテ》
  - ヴェルディ《ルイザ・ミラー》
  - マスネ《サンドリヨン》～シンデレラ～
- METライブビューイング2018-19
  - ヴェルディ《アイーダ》
  - サン＝サーンス《サムソンとデリラ》
  - プッチーニ《西部の娘》

#### 共同配給
- おもてなし(松竹撮影所とニチホランドの共同配給）
- パーフェクトワールド 君といる奇跡（LDH PICTURESと共同配給）
- ピンカートンに会いにいく（松竹ブロードキャスティングとアーク・フィルムズの共同配給）
- 鈴木家の嘘（松竹ブロードキャスティングとビターズ・エンド配給）（PG12）

### 2019年

#### 実写映画
- 居眠り磐音
- 映画 少年たち
- 男はつらいよ お帰り 寅さん
- 決算!忠臣蔵
- 午前0時、キスしに来てよ
- ザ・ファブル
- スペシャルアクターズ
- パラレルワールド・ラブストーリー
- 引っ越し大名!
- ブラック校則
- HiGH&LOW THE WORST
- 東京喰種 トーキョーグール【S】（R15+）
- 劇場版 ウルトラマンR/B セレクト! 絆のクリスタル（松竹メディア事業部配給）
- 世界でいちばん悲しいオーディション（松竹メディア事業部配給）
- IDOL-あゝ無情-（松竹メディア事業部配給）

#### アニメーション映画
- ヴァイオレット・エヴァーガーデン 外伝 -永遠と自動手記人形-
- えいがのおそ松さん
- 劇場版 うたの☆プリンスさまっ♪ マジLOVEキングダム
- 劇場版 響け!ユーフォニアム〜誓いのフィナーレ〜
- 劇場版 Free!-Road to the World-夢
- ラブライブ!サンシャイン!! The School Idol Movie Over the Rainbow
- あした世界が終わるとしても (松竹メディア事業部配給)
- 宇宙戦艦ヤマト2202 愛の戦士たち 第七章 新星篇（松竹メディア事業部配給）
- 銀河英雄伝説 Die Neue These 星乱（松竹メディア事業部配給）
  - 第1章
  - 第2章
  - 第3章
- テニスの王子様 BEST GAMES!!（松竹メディア事業部配給）
  - 乾·海堂vs宍戸·鳳　大石·菊丸vs仁王·柳生
  - 不二vs切原
- 甲鉄城のカバネリ 海門決戦（松竹メディア事業部配給）（PG12）

#### 海外作品
- 英雄は嘘がお好き
- 天才作家の妻 40年目の真実
- パリ、嘘つきな恋

#### その他
- 月イチ歌舞伎2019
  - 野田版 桜の森の満開の下
  - スーパー歌舞伎II ワンピース
  - 鷺娘/日高川入相花王
  - 天守物語
  - グランドシネマ『日本橋』
  - 特別篇『幽玄』
  - スーパー歌舞伎 ヤマトタケル
  - 女殺油地獄
  - 人情噺 文七元結
- METライブビューイング2018-19
  - ニコ・ミューリー《マーニー》
  - ヴェルディ《椿姫》
  - チレア《アドリアーナ・ルクヴルール》
  - ビゼー《カルメン》
  - ドニゼッティ《連隊の娘》
  - ワーグナー《ワルキューレ》
  - プーランク《カルメル会修道女の対話》
- METライブビューイング2019-20
  - プッチーニ《トゥーランドット》
  - マスネ《マノン》
- 松竹ブロードウェイシネマ
  - 「ロミオとジュリエット」
  - 「42ndストリート」

#### 共同配給
- 永遠の門 ゴッホの見た未来（ギャガと共同配給）
- 人間失格 太宰治と3人の女たち（アスミック・エースと共同配給）（R15+）

## 2020年代
太字は、興行収入10億円以上の作品。

### 2020年

#### 実写映画
- 一度死んでみた
- 記憶屋 あなたを忘れない
- 劇場版 ウルトラマンタイガ ニュージェネクライマックス
- さくら
- 事故物件 恐い間取り
- フード・ラック!食運
- 弱虫ペダル
- 私がモテてどうすんだ
- シライサン（松竹メディア事業部配給）（PG12）

#### アニメーション映画
- 劇場版 ヴァイオレット・エヴァーガーデン
- 海辺のエトランゼ（松竹ODS事業室配給）
- ACCA13区監察課 Regards（松竹メディア事業部配給）
- BURN THE WITCH（松竹ODS事業室配給）

#### 海外映画
- キーパー ある兵士の奇跡
- ブリット＝マリーの幸せなひとりだち
- 母との約束、250通の手紙（R15+）

#### その他
- 滝沢歌舞伎 ZERO 2020 The Movie
- 月イチ歌舞伎2020
  - 廓文章 吉田屋
  - 三谷かぶき 月光露針路日本 風雲児たち
- METライブビューイング2019-20
  - プッチーニ《蝶々夫人》
  - フィリップ・グラス《アクナーテン》
  - ベルク《ヴォツェック》
  - ガーシュウィン《ポーギーとベス》
  - ヘンデル《アグリッピーナ》
  - ワーグナー《さまよえるオランダ人》
- 松竹ブロードウェイシネマ「シラノ・ド・ベルジュラック」

#### 共同配給
- ジョゼと虎と魚たち（KADOKAWAと共同配給）
- ジョン・F・ドノヴァンの死と生（ファントム・フィルムと共同配給）
- Fukushima 50（KADOKAWAと共同配給）

### 2021年

#### 実写映画
- キネマの神様
- ザ・ファブル 殺さない殺し屋
- 騙し絵の牙
- 鳩の撃退法
- ハニーレモンソーダ
- 護られなかった者たちへ
- 99.9-刑事専門弁護士-THE MOVIE
- CUBE
- さんかく窓の外側は夜（PG12）
- らいか ろりん すとん -IDOL AUDiTiON-（松竹ODS事業室配給）
- 劇場版ポルノグラファー～プレイバック～（松竹ODS事業室配給）（R15+）

#### アニメーション映画
- アイの歌声を聴かせて
- サイダーのように言葉が湧き上がる
- 劇場版 Free!-the Final Stroke 前編
- 宇宙戦艦ヤマト2205 新たなる旅立 前章 -TAKE OFF-（松竹ODS事業室配給）
- 機動戦士ガンダム 閃光のハサウェイ（松竹ODS事業室配給）
- 「宇宙戦艦ヤマト」という時代 西暦2202年の選択（松竹ODS事業室配給）
- ARIA The CREPUSCOLO（松竹ODS事業室配給）
- ARIA The BENEDIZIONE（松竹ODS事業室配給）

#### 海外映画
- テーラー 人生の仕立て屋
- ローズメイカー 奇跡のバラ
- 43年後のアイ・ラヴ・ユー

#### その他
- ARASHI Anniversary Tour 5×20 FILM “Record of Memories”
- キンキーブーツ
- 月イチ歌舞伎2021
  - 鰯売恋曳網
- METライブビューイング2021
  - ビゼー《カルメン》
  - レハール《メリー・ウィドウ》
  - ワーグナー《ワルキューレ》
  - ヴェルディ《椿姫》
  - ロッシーニ《セヴィリャの理髪師》
  - ヴェルディ《アイーダ》

#### 共同配給
- 映画大好きポンポさん（製作委員会参加、配給は角川ANIMATION）

### 2022年

#### 実写映画
- ある男
- ウェディング・ハイ
- “それ”がいる森
- 大河への道
- 月の満ち欠け
- モエカレはオレンジ色
- HiGH&LOW THE WORST X（PG12）

#### アニメーション映画
- 劇場版 うたの☆プリンスさまっ♪マジLOVEスターリッシュツアーズ
- 映画 ゆるキャン△
- かがみの孤城
- 劇場版ツルネ -はじまりの一射-
- 劇場版 Free!-the Final Stroke 後編
- 宇宙戦艦ヤマト2205 新たなる旅立 後章 -STASHA-（松竹ODS事業室配給）
- 機動戦士ガンダム ククルス・ドアンの島（松竹ODS事業室配給）

#### 海外映画
- 帰らない日曜日

#### 共同配給
- 大怪獣のあとしまつ（東映と共同配給）
- 峠 最後のサムライ（アスミック・エースと共同配給）
- 耳をすませば（ソニー・ピクチャーズ エンタテインメントと共同配給）
- ホリック xxxHOLiC（アスミック・エースと共同配給）

### 2023年

#### 実写映画
- あの花が咲く丘で、君とまた出会えたら。
- 交換ウソ日記
- こんにちは、母さん
- シャイロックの子供たち
- 大名倒産
- なのに、千輝くんが甘すぎる。
- ミンナのウタ

#### アニメーション映画
- アイドルマスター シャイニーカラーズ（松竹ODS事業室配給）
  - 第1章
  - 第2章
- アイドルマスター ミリオンライブ!（松竹ODS事業室配給）
  - 第1幕
  - 第2幕
  - 第3幕
- 映画 ブラッククローバー 魔法帝の剣（松竹ODS事業室配給）
- 特別編 響け!ユーフォニアム〜アンサンブルコンテスト〜（松竹ODS事業室配給）

### 2024年

#### 実写映画
- 赤羽骨子のボディガード
- あのコはだぁれ?
- うちの弟どもがすみません
- 矢野くんの普通の日々
- 鬼平犯科帳 血闘
- 九十歳。何がめでたい
- 恋わずらいのエリー
- 恋を知らない僕たちは

#### アニメーション映画
- アイドルマスター シャイニーカラーズ 第3章（松竹ODS事業室配給）
- アイドルマスター シャイニーカラーズ 2ndシーズン（松竹ODS事業室配給）
  - 第1章
  - 第2章
  - 第3章
- ヤマトよ永遠に REBEL3199　（松竹ODS事業室配給）
  - 第一章 黒の侵略
  - 第二章 赤日の出撃
- がんばっていきまっしょい
- 劇場版 忍たま乱太郎 ドクタケ忍者隊最強の軍師（4DXは2025年1月31日より公開）

#### 海外映画
- エクスペンダブルズ ニューブラッド（ポニーキャニオンと共同配給）（R15+）

#### 共同配給
- 機動戦士ガンダムSEED FREEDOM（バンダイナムコフィルムワークスと共同配給）（4D/ドルビーシネマは2月9日より上映）
- 映画 ラブライブ!虹ヶ咲学園スクールアイドル同好会 完結編 第1章（バンダイナムコフィルムワークスと松竹ODS事業室の共同配給）（4D/ドルビーアトモス/ドルビーシネマ同時公開）

### 2025年

#### アニメーション映画
- 劇場版プロジェクトセカイ 壊れたセカイと歌えないミク (4Dは5月9日より上映)
- 劇場版 僕とロボコ
- 劇場版 うたの☆プリンスさまっ♪ TABOO NIGHT XXXX
- 映画 小林さんちのメイドラゴン さみしがりやの竜 （4D同時公開）
- 劇場版 遠井さんは青春したい! 『バカとスマホとロマンスと』
- 不思議の国でアリスと -Dive in Wonderland-
- ヤマトよ永遠に REBEL3199 （松竹ODS事業室配給）
  - 第三章 群青のアステロイド
  - 第四章 水色の乙女（サーシャ）
- たべっ子どうぶつ THE MOVIE（製作委員会として参加）

#### 実写映画
- 雪の花 -ともに在りて-
- 遺書、公開。（PG12）
- おいしくて泣くとき
- パリピ孔明 THE MOVIE
- か「」く「」し「」ご「」と「
- ババンババンバンバンパイア
- 事故物件ゾク 恐い間取り
- TOKYOタクシー
- ストロベリームーン 余命半年の恋
- 映画ラストマン -FIRST LOVE-

#### 共同配給
- 366日（ソニー・ピクチャーズ エンタテインメントと共同配給）
- ショウタイムセブン（アスミック・エースと共同配給）
- 映画 ラブライブ!虹ヶ咲学園スクールアイドル同好会 完結編 第2章（バンダイナムコフィルムワークスと松竹ODS事業室の共同配給）
- 盤上の向日葵（ソニー・ピクチャーズ エンタテインメントと共同配給）
- 機動戦士ガンダム 閃光のハサウェイ キルケーの魔女（バンダイナムコフィルムワークスと共同配給）